# Geometria conformal
En matemàtiques, la geometria conformal és l'estudi del conjunt de transformacions (conformes) que conserven l'angle en un espai.
En un espai bidimensional real, la geometria conformal és precisament la geometria de les superfícies de Riemann. En espais superiors a dues dimensions, la geometria conformal pot referir-se a l'estudi de transformacions conformals del que s'anomenen "espais plans" (com els espais o esferes euclidianes), o a l'estudi de varietats conformals que són varietats riemannianes o pseudo-riemannianes amb una classe de mètriques que es defineixen a escala. L'estudi de les estructures planes de vegades s'anomena geometria de Möbius, i és un tipus de geometria de Klein.

## Varietats conformals
Una varietat conforme és una varietat riemanniana (o varietat pseudo-riemanniana) equipada amb una classe d'equivalència de tensors mètrics, en què dues mètriques g i h són equivalents si i només si
{\displaystyle h=\lambda ^{2}g,}
on λ és una funció suau de valor real definida a la varietat i s'anomena factor de conformació. Una classe d'equivalència d'aquestes mètriques es coneix com a mètrica conforme o classe conforme. Així, una mètrica conforme es pot considerar com una mètrica que només es defineix "a escala". Sovint, les mètriques conformals es tracten seleccionant una mètrica a la classe conformal i aplicant només construccions "conformement invariants" a la mètrica escollida.
Una mètrica conformal és conformement plana si hi ha una mètrica que la representa que és plana, en el sentit habitual que el tensor de curvatura de Riemann s'esvaeix. És possible que només sigui possible trobar una mètrica a la classe conforme que sigui plana en un veïnatge obert de cada punt. Quan cal distingir aquests casos, aquest últim s'anomena localment conformament pla, encara que sovint a la literatura no es manté cap distinció. L'esfera n és una varietat plana de conformitat local que no és plana de conformitat global en aquest sentit, mentre que un espai euclidià, un toro o qualsevol varietat de conformació que estigui coberta per un subconjunt obert de l'espai euclidià és (globalment) plana en aquest sentit. Una varietat plana de conformitat local és localment conforme a una geometria de Möbius, el que significa que existeix un angle que preserva el difeomorfisme local de la varietat a una geometria de Möbius. En dues dimensions, cada mètrica conforme és localment plana. En la dimensió n > 3 una mètrica conformal és localment conformament plana si i només si el seu tensor de Weyl s'esvaeix; en dimensió n = 3, si i només si el tensor Cotton s'esvaeix.
La geometria conformal té una sèrie de característiques que la distingeixen de la geometria (pseudo-)riemanniana. La primera és que encara que en la geometria (pseudo-)riemanniana es té una mètrica ben definida en cada punt, en la geometria conformal només es té una classe de mètriques. Així, la longitud d'un vector tangent no es pot definir, però l'angle entre dos vectors encara sí. Una altra característica és que no hi ha connexió Levi-Civita perquè si g i λ2 g són dos representants de l'estructura conforme, aleshores els símbols de Christoffel de g i λ2 g no estarien d'acord. Els associats a λ2 g implicarien derivades de la funció λ mentre que els associats a g no ho farien.
Malgrat aquestes diferències, la geometria conformal encara és manejable. La connexió Levi-Civita i el tensor de curvatura, encara que només es defineixen una vegada que s'ha assenyalat un representant particular de l'estructura conformal, compleixen certes lleis de transformació que impliquen la λ i les seves derivades quan s'escull un representant diferent. En particular, (en una dimensió superior a 3) el tensor de Weyl resulta que no depèn de λ, i per tant és un invariant conformal. A més, tot i que no hi ha connexió Levi-Civita en una varietat conformal, es pot treballar amb una connexió conformal, que es pot manejar com un tipus de connexió Cartan modelada en la geometria de Möbius associada, o com una connexió Weyl. Això permet definir la curvatura conformal i altres invariants de l'estructura conformal.

## Geometria de Möbius
La geometria de Möbius és l'estudi de " l'espai euclidià amb un punt afegit a l'infinit", o un " espai de Minkowski (o pseudo-euclidià) amb un con nul afegit a l'infinit". És a dir, l'escenari és una compactació d'un espai familiar; la geometria s'ocupa de les implicacions de la preservació dels angles.
A nivell abstracte, els espais euclidians i pseudoeuclidians es poden manejar de la mateixa manera, excepte en el cas de la dimensió dos. El pla de Minkowski bidimensional compactat presenta una àmplia simetria conforme. Formalment, el seu grup de transformacions conformals és de dimensions infinites. Per contra, el grup de transformacions conformals del pla euclidià compactat és només de 6 dimensions.

### Dues dimensions

#### Pla de Minkowski
El grup conformal per a la forma quadràtica de Minkowski q(x, y) = 2xy en el pla és el grup abelià de Lie
{\displaystyle \operatorname {CSO} (1,1)=\left\{\left.{\begin{pmatrix}e^{a}&0\\0&e^{b}\end{pmatrix}}\right|a,b\in \mathbb {R} \right\},}
amb àlgebra de Lie cso(1, 1) que consta de totes les matrius diagonals reals 2 × 2.
Considereu ara el pla de Minkowski, {\displaystyle \mathbb {R} ^{2}} equipat amb la mètrica
{\displaystyle g=2\,dx\,dy~.}
Un grup de transformacions conformals d'1 paràmetre dóna lloc a un camp vectorial X amb la propietat que la derivada de Lie de g al llarg de X és proporcional a g. Simbòlicament,
LX g = λg per algun λ.
En particular, utilitzant la descripció anterior de l'àlgebra de Lie cso(1, 1), això implica que
1. L X dx = a(x) dx
2. L X dy = b(y) dy

per a algunes funcions de valor real a i b que depenen, respectivament, de x i y.
Per contra, donat qualsevol parell de funcions de valor real, existeix un camp vectorial X que compleix 1. i 2. Per tant, l'àlgebra de Lie de simetries infinitesimals de l'estructura conformal, l'àlgebra de Witt, és de dimensions infinites.
La compactació conforme del pla de Minkowski és un producte cartesià de dos cercles S1 × S1. A la coberta universal, no hi ha cap obstrucció per integrar les simetries infinitesimals, de manera que el grup de transformacions conformals és el grup de Lie de dimensions infinites.
{\displaystyle (\mathbb {Z} \rtimes \mathrm {Diff} (S^{1}))\times (\mathbb {Z} \rtimes \mathrm {Diff} (S^{1})),}
on Diff(S1) és el grup de difeomorfismes del cercle.
El grup conformal CSO(1, 1) i la seva àlgebra de Lie són d'interès actual en la teoria de camps conformals bidimensionals.

#### Espai euclidià

Una quadrícula de coordenades prèvia a una transformació de Möbius

El grup de simetries conformals de la forma quadràtica
{\displaystyle q(z,{\bar {z}})=z{\bar {z}}}

La mateixa graella després d'una transformació de Möbius

és el grup GL1(C) = C×, el grup multiplicatiu dels nombres complexos. La seva àlgebra de Lie és gl1(C) = C.
Considereu el pla complex (euclidià) equipat amb la mètrica
{\displaystyle g=dz\,d{\bar {z}}.}
Les simetries conformals infinitesimals satisfan
1. {\displaystyle \mathbf {L} _{X}\,dz=f(z)\,dz}
2. {\displaystyle \mathbf {L} _{X}\,d{\bar {z}}=f({\bar {z}})\,d{\bar {z}},}

on f satisfà l'equació de Cauchy-Riemann, i també holomòrfic sobre el seu domini. (Vegeu àlgebra de Witt.)
Per tant, les isometries conformals d'un domini consisteixen en automapes holomòrfics. En particular, en la compactació conformal – l'esfera de Riemann – les transformacions conformals estan donades per les transformacions de Möbius
{\displaystyle z\mapsto {\frac {az+b}{cz+d}}}
on ad − bc és diferent de zero.